# ديمقراطيو اليسار
ديمقراطيو اليسار (بالإيطالية: Democratici di Sinistra) حزب سياسي إيطالي ، يعتبر وريث الحزب الشيوعي الإيطالي المنحل، وأحد مكونات الحزب الديمقراطي الإيطالي اليوم. تأسس عام 2000 مستقطباً العديد من الجماعات والحركات اليسارية. من أشهر قادته السياسي الشيوعي السابق، ماسيمو داليما، والذي تولى رئاسة الوزراء في إيطاليا بين عامي 1998 و2000.
في انتخابات عام 2006 إنضوى الحزب تحت تحالف شجرة الزيتون (بالإيطالية: L'Ulivo) بزعامة رومانو برودي، فاز التحالف في الانتخابات وشارك الحزب في الحكومة المنتخبة. في عام 2007 توحد الحزب مع حزب الديمقراطية هي الحرية وكونّا معاً الحزب الديمقراطي الإيطالي.